# 2017년 스톡홀름 테러
2017년 4월 7일 스웨덴의 수도 스톡홀름에서 백화점으로 트럭을 돌진하는 테러가 발생하였다. 용의자는 39세의 우즈베키스탄 남성 라흐마트 아킬로브이다. 1명의 어린이를 포함하여 총 4명이 사망하였다. 사망자 중 2명은 스웨덴인이였으며, 나머지 2명은 각각 영국인과 벨기에인이다. 15명이 부상을 당했으며, 그 중 9명이 중상이다.